# Carrie - Lo sguardo di Satana
Carrie - Lo sguardo di Satana (Carrie) è un film del 1976 diretto da Brian De Palma, tratto dal romanzo Carrie di Stephen King: è il primo racconto di quest'ultimo adattato per il grande schermo.
Al film sono succeduti un sequel nel 1999, Carrie 2 - La furia e due remake: Carrie (2002) e Lo sguardo di Satana - Carrie (2013).
Nel 2022 è stato selezionato per la conservazione nel National Film Registry degli Stati Uniti dalla Biblioteca del Congresso come "culturalmente, storicamente o esteticamente significativo".

## Trama
Carrie White è una ragazza timida che frequenta l'ultimo anno delle superiori: ha difficoltà a fare amicizia, poiché ha vissuto tutta la sua giovinezza segregata in casa per volere della madre Margaret, fondamentalista cristiana fanatica e ossessionata dal peccato. L'imbarazzo di quel tipo di educazione è avvertito da Carrie in tutta la sua forza quando, nelle docce della scuola, non riesce a capire il perché del fiotto di sangue dovuto al menarca. E mentre a casa Carrie viene costretta a rimanere in uno stanzino buio dalla madre, che associa la perdita di sangue della ragazza a desideri peccaminosi, a scuola le compagne di classe la deridono con malvagità, lanciandole assorbenti all'inno di "mettersi il tappo", tanto che Miss Collins, l'insegnante di educazione fisica, decide di intervenire: come castigo per la loro cattiveria, vengono costrette a più ore di lezione con lei, e per chi si rifiuterà ci sarà una sospensione e l'esclusione al ballo del liceo che si terrà di lì a poco. L'odio verso Carrie in molte di esse pertanto si alimenta ancor più, ma in Sue Snell, pentita per la spregevole burla a cui ha partecipato, nasce il desiderio di aiutarla. Ella convince quindi Tommy Ross, il ragazzo che dovrebbe essere il suo accompagnatore, ad invitare Carrie al suo posto alla festa studentesca. 
Intanto la ragazza scopre di essere in grado di muovere gli oggetti con il pensiero, potere che tuttavia si era manifestato anche in tre scene precedenti: la prima volta quando, durante lo scherzo nelle docce, fa esplodere una lampada della luce per l'agitazione, la seconda volta quando fa cadere un posacenere nell'ufficio del preside dopo essersi sentita chiamare continuamente "Cassie" anziché "Carrie", e la terza volta quando, con un semplice sguardo, fa cadere giù dalla bicicletta un ragazzino che la stava deridendo. La ragazza si rende definitivamente conto di tali poteri quando, solamente col pensiero, rompe uno specchio in camera sua.
Nel frattempo, la più crudele delle aguzzine di Carrie, la ricca e popolare Christine "Chris" Hargensen, che avendo abbandonato la punizione per lo scherzo delle docce è stata bandita dal ballo, pianifica con il suo ragazzo Billy Nolan uno scherzo ancor più sadico per imbarazzare Carrie dinanzi all'intera scuola, ovvero rovesciare addosso alla povera ragazza una secchiata di sangue di maiale, rovinando il suo momento speciale.
Tommy passa quindi a trovare Carrie nella sua cupa casa buia per invitarla al ballo, e lei, sebbene con un'iniziale titubanza, accetta. Quella sera, il ragazzo passa a prenderla in casa e Carrie, grazie ai suoi poteri telecinetici, riesce a convincere la madre, che considera il ballo come qualcosa di peccaminoso, a lasciarla andare alla festa. Durante la serata, i due iniziano a conoscersi meglio e a stabilire un rapporto a poco a poco sempre più intenso. Arrivati alla premiazione del ballo scolastico, Chris ha truccato i voti e i due stanno per essere incoronati come coppia più bella della serata. Sue, vedendo il secchio con il sangue che pende sopra la malcapitata ragazza, si accorge di quello che sta per accadere e cerca di fermare il gesto, ma Miss Collins, pensando che la ragazza abbia intenzione di guastare l'incoronazione, la butta fuori dal salone. 
In quel momento Chris, nascosta sotto al palco, tira una corda e fa cadere addosso a Carrie il sangue. Due amiche della bulla iniziano a ridere e poi tutti i ragazzi e il personale della scuola, ma a Carrie, ormai impazzita dalla disperazione, sembra che tutti stiano ridendo di lei, persino Miss Collins. Mentre Tommy, infuriato, cerca il responsabile, il secchio lo colpisce alla testa, uccidendolo. Carrie, vedendo riaccendersi il bullismo a lungo patito, si infuria e blocca le uscite con la telecinesi. Ricordi di anni di insulti e risate fanno esplodere la sua furia tanto da far scoppiare le tubature dell'acqua, fulminare il preside e l'insegnante di inglese con una scossa attraverso un microfono e uccidere anche Miss Collins schiacciandola tra le impalcature; la corrente elettrica fa incendiare le decorazioni e la scuola va in fiamme, trasformando la festa in un incubo infernale. Carrie esce in seguito dalla scuola, chiude le porte della palestra (condannando tutti a morte) e si incammina verso casa. Chris e Billy, che sono riusciti a fuggire poco dopo aver assistito alla carneficina, tentano di investirla, ma Carrie ribalta l'auto e la fa esplodere, e i due muoiono quindi carbonizzati.
Una volta giunta a casa, dopo essersi fatta un bagno, la ragazza trova la madre che la sta aspettando e che, dopo averle rivelato di aver fatto l'amore con il padre sotto effetto di alcool, cerca di "rimediare al suo errore" sacrificandola al suo Dio, ritenendo Carrie una peccatrice e posseduta da Satana per via dei suoi poteri telecinetici. Carrie viene ferita dalla madre, che in seguito ucciderà trafiggendola con dei coltelli. La ragazza, disperata, prende il cadavere della donna e si chiude nello stanzino delle preghiere e con i suoi poteri fa crollare la casa. Carrie muore, abbracciata al corpo esanime della madre, mentre la casa le crolla addosso e la seppellisce.
Qualche tempo dopo Sue, una dei pochi sopravvissuti della strage al ballo, profondamente traumatizzata dagli orrori a cui ha assistito, fa un incubo nel quale si trova di fronte alla tomba di Carrie, per disprezzo sfregiata da un graffito recante una frase che recita: "Carrie White brucia all'Inferno!". Ma quando pone un mazzo di fiori vicino alla croce, la mano insanguinata di Carrie schizza fuori dal terreno e l'afferra per il gomito, intenzionata a trascinarla sottoterra. Il film si conclude con Sue che si risveglia nel suo letto urlando e dimenandosi in preda al terrore mentre la madre cerca invano di calmarla.

## Produzione

### Cast
Sissy Spacek non fu minimamente considerata per il ruolo di Carrie da Brian De Palma (che pensava di affidare il ruolo a Glenn Close) finché il marito, Jack Fisk, convinse il regista a farla partecipare alle audizioni. A De Palma piacque così tanto il modo di recitare della Spacek che le assegnò il ruolo da protagonista.
Priscilla Pointer, l'attrice che interpreta il ruolo della madre di Susy Snell (Amy Irving), è la vera madre di quest'ultima. Il ragazzino che, andando sulla bici, dà della pazza a Carrie per poi cadere a causa dei suoi poteri telecinetici è Cameron De Palma, nipote di Brian.

### Regia
Per la scena finale del sogno di Susy, è stato chiesto all'attrice di fare la camminata all'indietro, mentre poi nel film è stata inserita al contrario e dunque si vede l'attrice procedere normalmente. Questo espediente, a detta del regista, era per rendere i passi e il modo di procedere di Susy in maniera particolare, in modo che risultasse, appunto, sognante e sospesa.

## Colonna sonora
Le quattro note di violino della colonna sonora del film Psyco di Alfred Hitchcock sono usate più volte nel film. 
Nella scena del ballo, quando Carrie e Tommy ballano, si sente la canzone I Never Dreamed Someone Like You Could Love Someone Like Me cantata da Katie Irving, che non ha nulla a che fare con Amy Irving, che nel film interpreta il ruolo di Susy Snell.

## Distribuzione
Il film è stato distribuito dalla United Artists negli Stati Uniti il 3 novembre 1976 e in Italia il 22 febbraio 1977.

### Edizione italiana
Il doppiaggio italiano, eseguito dalla C.V.D., è stato diretto da Fede Arnaud su dialoghi di Giorgio Piferi. Nella versione italiana Sue Snell viene chiamata Susy.

## Accoglienza

### Critica
(Sandro Casazza, La Stampa, 23 febbraio 1977)
(Claudio G. Fava, Bianco e Nero, n. 2, 1977)

## Riconoscimenti
- 1977 - Festival internazionale del film fantastico di Avoriaz
  - Gran Prix
- 1977 - Golden Globe
  - Candidatura per la miglior attrice non protagonista a Piper Laurie
  - NSFC Award a Sissy Spacek
- 1977 - Premio Oscar
  - Candidatura per la miglior attrice protagonista a Sissy Spacek
  - Candidatura per la miglior attrice non protagonista a Piper Laurie
- 1977 - Saturn Award
  - Candidatura per il miglior film horror